# Marco Bonini
Marco Bonini (ur. 20 sierpnia 1972 roku w Rzymie) – włoski aktor telewizyjny, teatralny i filmowy, także producent i scenarzysta.

## Życiorys
W 1991 roku zadebiutował na scenie w przedstawieniu Wywiad (L'intervista), studiując aktorstwo w Accademia Nazionale d'Arte Drammatica 'Silvio D'Amico' w Rzymie. Swoją karierę na dużym ekranie rozpoczął od występu w filmie Ekstaza (Estasi, 1993) u boku Ornelli Muti, z którą spotkał się po raz kolejny na planie telewizyjnej produkcji biblijnej Estera (Esther, 1999). W międzyczasie ukończył studia na wydziale filozofii. Sławę wśród telewidzów przyniosła mu rola tytułowa w serialu Syn Sandokana (Il Figlio di Sandokan, 1998) oraz postać syna szefa biura projektów architektonicznych, który przejmuje kierownictwo firmy po ojcu w filmie telewizyjnym Trudna miłość (Il rumore dei ricordi, 2000). W 2006 roku zadebiutował jako scenarzysta komedii Billo (Billo il grand dakhaar, 2006).

## Filmografia

### Filmy kinowe
- 2006: AD Project jako Marco
- 2006: Billo (Billo il grand dakhaar) jako Paolo 1
- 2005: Do zobaczenia w kosmosie (Ég veled!) jako Kochanek Marcello
- 2004: Eden (Casa Eden) jako Don Rocco
- 2003: Pod słońcem Toskanii (Under the Tuscan Sun) jako Obiadowy gość
- 2002: Moja żona Maurice (Ma femme... s'appelle Maurice) jako Marcello
- 2001: Wszystko mogę poznawać (Tutta la conoscenza del mondo) jako Marco
- 1999: La Vera madre jako Giuliano
- 1999: Ultramaryna (Oltremare) jako Antonello
- 1997: Il Pranzo onirico jako Luca
- 1996: Dentro il cuore jako Ippolito
- 1996: Classe mista 3A
- 1993: Ekstaza (Estasi) jako Max

### Filmy TV
- 2004: Dom Anny (A casa di Anna) jako Marco
- 2004: Imperium (Imperium: Nerone) jako Rufus
- 2003: Chiaroscuro jako Massimo Proietti
- 2002: Podróż zorganizowana (Le Voyage organisé) jako Marcello
- 2002: Perlasca: Włoski bohater (Perlasca, un eroe italiano) jako Sándor
- 2000: Zwischen Liebe und Leidenschaft jako Nicola
- 2000: Trudna miłość (Il rumore dei ricordi) jako Matteo
- 1999: Le Femme du boulanger jako pasterz
- 1999: Kochać ponad życie (L'amore oltre la vita) jako Aldo
- 1999: Estera (Esther) jako Emisariusz
- 1998: Piaski czasu (I Guardiani del cielo) jako Rashid
- 1995: Ślepa miłość (L'Amore è cieco) jako Massimo
- 1993: Inspektor Sarti (L'Ispettore Sarti) jako Emiliano

### Seriale TV
- 2007: Ho sposato uno sbirro jako Guido Alfieri
- 2007: Żandarmi (Carabinieri) jako Maurizio Andreoli
- 2006: 48 teraz (48 ore) jako Giudice Sogliano
- 2006: Don Matteo jako Marco Vernazza
- 1998: Syn Sandokana (Il Figlio di Sandokan) jako syn Sandokana
- 1998: Dziewczyny z Placu Hiszpańskiego (Le Ragazze di Piazza di Spagna) jako Marcello